# 内海郵便局 (宮崎県)
内海郵便局（うちうみゆうびんきょく）は、宮崎県宮崎市大字内海にある郵便局。民営化前の分類では集配特定郵便局であった（現在は集配機能を廃止）。

## 沿革
- 1874年（明治7年）12月16日 - 内海郵便取扱所として開設[1]。
- 1875年（明治8年）1月1日 - 内海郵便局（五等）となる。
- 1896年（明治29年）10月16日 - 為替・貯金取扱を開始。
- 1974年（昭和49年）7月24日 - 電話交換業務を宮崎電報電話局に移管[2]。
- 1984年（昭和59年）6月27日 - 和文電報配達業務を宮崎電報電話局に移管。
- 2003年（平成15年）4月1日 - 伊比井簡易郵便局の一時閉鎖[3]に伴い、取扱事務を承継。
- 2007年（平成19年）10月1日 - 民営化に伴い、併設された郵便事業宮崎支店内海集配センターに一部業務を移管。
- 2012年（平成24年）10月1日 - 日本郵便株式会社発足に伴い、郵便事業宮崎支店内海集配センターを内海郵便局に統合。
- 2016年（平成28年）9月12日 - 集配業務を木花郵便局および日南郵便局[4]に移管し無集配局となる。これに伴い、郵便番号も889-2399から889-2301に変更となった。

## 取扱内容
- 郵便、印紙、ゆうパック、内容証明
- 貯金、為替、振替、振込、国際送金、国債
- 生命保険、バイク自賠責保険
- ゆうちょ銀行ATM

## 周辺
- 宮崎市立内海小学校
- 国道220号
- 内海港
- 内海川

## アクセス
- JR日南線 内海駅から東へ約500m（徒歩約11分）
- 宮崎交通バス 内海港前停留所下車
- 宮崎自動車道 宮崎ICから南へ約16km
- 駐車場あり：5台